# Jean Murat (général)
Pour les articles homonymes, voir Jean Murat et Murat.
Jean Murat, né le 30 août 1922 à Meknès (Maroc) et mort le 11 mai 2021 à Montpellier, est un général de division français.
Il s'illustre particulièrement au cours de la Seconde Guerre mondiale en 1944 au sein du 4e régiment de tirailleurs tunisiens (4e RTT) lors de la campagne Italie (corps expéditionnaire français) et de la libération de la France (1re armée française) puis au cours des guerres d'Indochine en 1949-1950 et d'Algérie de 1957 à 1961,.
Titulaire de douze citations, il est grand-croix de la Légion d'honneur et de l'ordre national du Mérite.

## Distinctions
- Grand-croix de la Légion d'honneur (13 mars 2009)[3]
- Grand-croix de l'ordre national du Mérite (6 novembre 1996)[3]
- Croix de guerre 1939–1945[1]
- Croix de guerre des Théâtres d'opérations extérieurs[1]
- Croix de la Valeur militaire

### Ouvrages
- Michel Wattel et Béatrice Wattel (préf. André Damien), Les Grand’Croix de la Légion d’honneur : De 1805 à nos jours, titulaires français et étrangers, Paris, Archives et Culture, 2009, 701 p. (ISBN 978-2-35077-135-9).
- Biographie Jean Murat, Who's Who.

### Articles
- Général Jean Kieffer, général Thierry Burkhard, Jean Murat (11 mai 2021), site de l'Association Nationale des Officiers de Carrière en Retraite (ANOCR).